# Королевские ворота (Севилья)
Королевские ворота (исп. Puerta Real) — одни из ворот стен Севильи, окружавших андалусский город. Они были расположены на месте слияния улиц Альфонсо XII, Гравина, Голес и Сан-Лауреано. Ныне от ворот сохранилась лишь одна стена, встроенная в дом на улице Альфонсо XII. До 1570 года они были известны как Пуэрта-де-Голес, что, возможно, являлось мусульманским искажением имени Геркулеса, чьё изображение венчало ворота.
Пуэрта-Реаль считаются одними из ворот, построенными во время правления в городе альморавидского султана Али ибн Юсуфа (1083—1143). Историки Родриго Каро и Пераса, опираясь на легенду, приписывают их происхождение Гаю Юлию Цезарю, рассматривая название Голес как искажение имени Геркулеса, которому, по легенде, они были посвящены.
Ворота были полностью перестроены в 1565 году с ликвидацией всех их оборонных функций. Внутри них располагались часовни: одна, посвящённая Богоматери Милосердия, а вторая — Христу-Искупителю. Пуэрта-Реаль были снесены в 1862 году, а в 1995 году были проведены работы над оставшейся от них стеной.

## История
Первый официальный въезд в город и последующие подобные торжественные прибытия монархов Кастилии всегда совершались через ворота Пуэрта-де-ла-Макарена: так делали Изабелла I Кастильская (1477), Фердинанд II Арагонский (1508), его внук Карл V, император Священной Римской Империи, и его невеста Изабелла Португальская (1526), прибывшие в город на свою свадьбу, состоявшуюся в Алькасаре в указанном году. 
Однако, при завоевании Севильи ещё в 1248 году, Фернандо III вошёл в город именно через Пуэрта-де-Голес. В 1570 году комиссия, организовавшая первый и единственный визит в Севилью короля Испании Филиппа II, обнаружила ряд недостатков в возможном традиционном въезде в город через Пуэрта-де-ла-Макарена. Без одобрения всех своих членов комиссия решила, что король прибудет в город через Пуэрта-де-Голес вопреки сложившемуся обычаю. Это событие заложило новую традицию, а ворота с того времени сменили своё название на Королевские. Исключение было сделано в 1624 году, когда король Испании Филипп IV вновь въехал в Севилью через Пуэрта-де-ла-Макарена .